# Las Vegas Raiders 2022
La stagione 2022 dei Las Vegas Raiders è stata la 53ª della franchigia nella National Football League, la 63ª complessiva, la terza a Las Vegas, la prima sotto la direzione del capo-allenatore Josh McDaniels e la 9ª e ultima con il quarterback Derek Carr.
È stata anche la prima stagione con Dave Ziegler come general manager e Sandra Douglass Morgan come presidente.
I Raiders si posero l'obiettivo di ritornare ai playoff per il secondo anno di fila, risultato centrato l'ultima volta nelle stagioni 2001 e 2002, quando la squadra era a Oakland.
A dispetto di tali aspettative i Raiders ebbero la loro peggiore partenza dal 2018 ottenendo a metà della stagione regolare il record di 2 vittorie e 7 sconfitte, facendosi rimontare in tre partite un vantaggio di almeno 17 punti, perdendo così la possibilità di migliorare il record 10-7 ottenuto nella stagione precedente.
I Raiders iniziarono la seconda parte della stagione regolare con tre vittorie di fila, di cui due ottenute ai tempi supplementari, ed in cui migliorarono notevolmente le prestazioni sia dell'attacco, con in evidenza Josh Jacobs e Davante Adams, che della difesa con Maxx Crosby e Chandler Jones: arrivati ad un record di 5-7 e con un finale di stagione in prospettiva abbordabile si riaccese la speranza di giocarsi un posto per i playoff.
Nelle successive tre gare però i Raiders vinsero solo contro i Patriots, per altro in modo rocambolesco, e dopo la sconfitta di settimana 15 a Pittsburgh si decise di far giocare nelle ultime due partite stagionali il quarterback di riserva, Jarrett Stidham al posto di Derek Carr. La sconfitta subita nella penultima gara contro San Francisco portò i Raiders ad un record di 6-10 e alla matematica esclusione dai play-off. Con questa sconfitta inoltre divennero la prima squadra nella storia NFL a perdere cinque partite in una stagione in cui avevano un vantaggio in doppia cifra.
I Raiders chiusero la stagione con un record di 6-11, terzi nella AFC West e fuori dai play-off.
A fine stagione, dopo aver rifiutato di essere scambiato e quindi di permettere ai Raiders di guadagnare con la sua cessione delle scelte al draft, il 14 febbraio 2023 Carr fu svincolato dopo nove stagioni giocate da titolare.

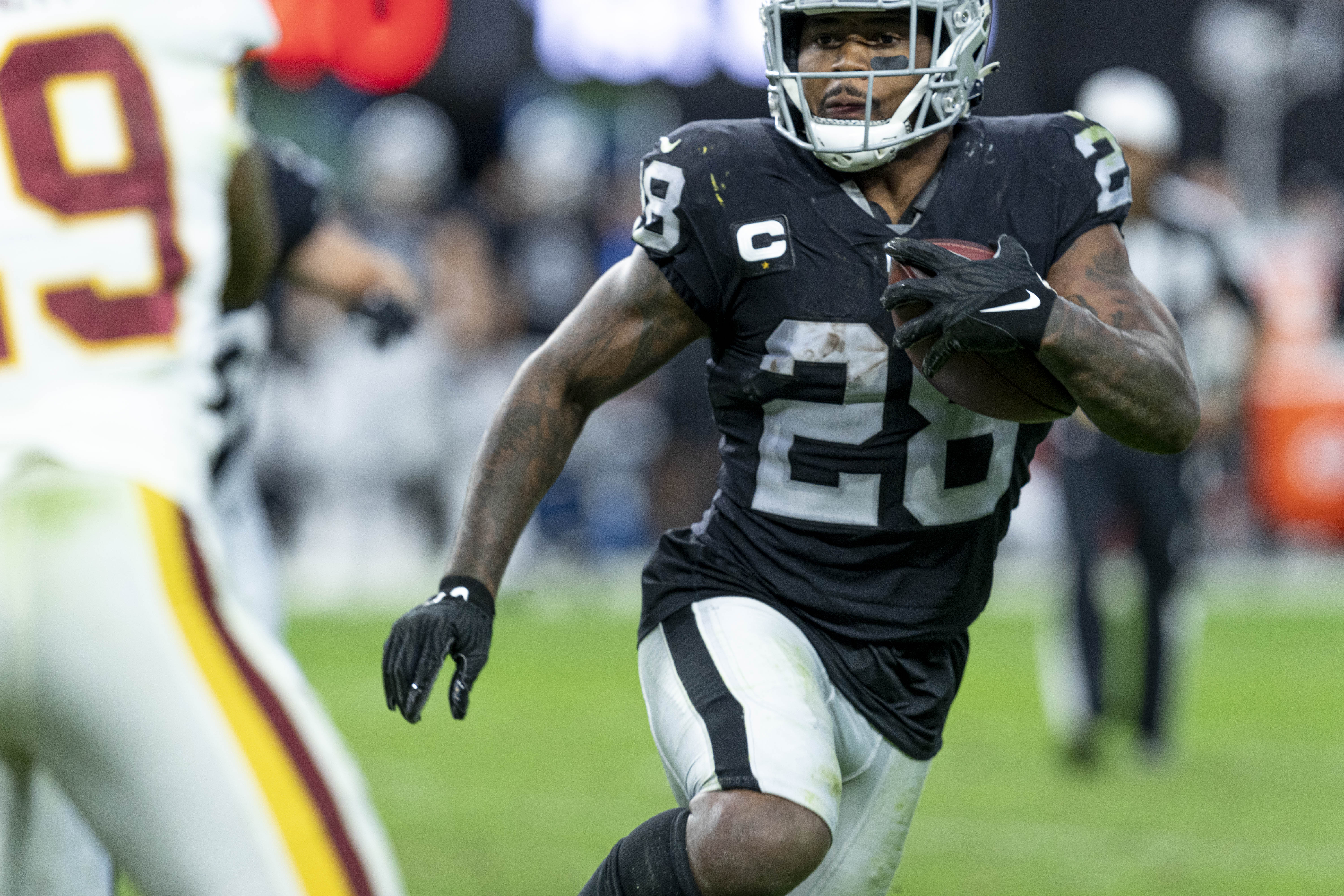
Il running back Josh Jacobs, primo della lega per yard corse in stagione

## Movimenti di mercato

### Cambi nello staff dirigenziale
- Il 17 gennaio 2022 i Raiders annunciarono il licenziamento del general manager Mike Mayock, che aveva ricoperto il ruolo per tre anni[8][9].
- Il 30 gennaio 2022 i Raiders nominarono come nuovo general manager Dave Ziegler, per molti anni nello staff dei New England Patriots[10][11].
- Il 6 maggio 2022 il proprietario dei Raiders Mark Davis ha annunciato che il presidente della squadra Dan Ventrelle non faceva più parte dell'organizzazione[12]. A seguito di ciò, Ventrelle ha affermato che Mark Davis ha creato un ambiente di lavoro ostile all'interno dello staff e che il suo licenziamento era dovuto proprio al fatto che lui aveva riconosciuto tale situazione[13].
- Intorno al 21 maggio 2022 all'ex fullback Marcel Reece, da settembre 2020 assistente senior del proprietario e del presidente e poi chief people officer, è stato assegnato il ruolo di vice presidente senior e capo dello staff[14].
- Il 7 luglio 2022 i Raiders annunciarono come nuovo presidente della squadra Sandra Douglass Morgan, avvocato e prima afro-americana a ricoprire le cariche di procuratore cittadino in Nevada e poi quella di presidente della commissione di controllo sul gioco d'azzardo del Nevada[15]. Morgan è la prima donna di colore a ricoprire tale ruolo nella storia della NFL[16].

### Cambi tra gli allenatori
- A gennaio 2022 i Raiders non confermarono automaticamente il capo-allenatore ad interim Rich Bisaccia, che aveva sostituito Jon Gruden dopo le sue dimissioni durante la stagione 2021 riuscendo poi a raggiungere i playoff, ma cominciarono ad intervistare vari candidati per la posizione[17], tra i quali lo stesso Bisaccia[18].
- Il 31 gennaio 2022 i Raiders nominarono come nuovo capo-allenatore Josh McDaniels, per molti anni coordinatore dell'attacco dei New England Patriots[19]. McDaniels nominò quindi Mick Lombardi coordinatore dell'attacco[20] e Patrick Graham coordinatore della difesa[21].

### Principali free-agent acquisiti
| Principali free agent acquisiti dai Raiders |                 |       |     |                                                        |
| Data                                        | Giocatore       | Ruolo | Età | Squadra 2021                                           |
| 17 marzo 2022                               | Chandler Jones  | LB    | 32  | Arizona Cardinals                                      |
| 9 maggio 2022                               | Kenny Young     | LB    | 27  | Denver Broncos                                         |
| 12 maggio 2022                              | Keelan Cole     | WR    | 29  | New York Jets                                          |
| 20 maggio 2022                              | Jordan Veasy    | WR    | 27  | Houston Texans                                         |
| 25 maggio 2022                              | Tyler Lancaster | DL    | 28  | Green Bay Packers                                      |
| 7 giugno 2022                               | Jesper Horsted  | TE    | 25  | Chicago Bears                                          |
| 13 giugno 2022                              | Chris Jones     | CB    | 27  | Tennessee Titans                                       |
| 19 luglio 2022                              | Isaiah Zuber    | WR    | 25  | San Francisco 49ers / Cleveland Browns / New York Jets |
| 21 luglio 2022                              | Matthias Farley | S     | 30  | Tennessee Titans                                       |
| 10 agosto 2022                              | Chris Lacy      | WR    | 26  | Chicago Bears                                          |
| 18 agosto 2022                              | Jordan Jenkins  | DE    | 28  | Houston Texans                                         |

### Principali scambi
| Principali scambi fatti dai Raiders |                                                             |                      |                                                                        |
| Data                                | Ottenuto                                                    | Da                   | In cambio di                                                           |
| 17 marzo 2022                       | Rock Ya-Sin (CB)                                            | Indianapolis Colts   | Yannick Ngakoue (DE)                                                   |
| 18 marzo 2022                       | Davante Adams (WR)                                          | Green Bay Packers    | Una scelta al 1º giro e una al 2º giro del Draft 2022                  |
| 13 maggio 2022                      | Una scelta al 5º giro del Draft 2023                        | Atlanta Falcons      | Bryan Edwards (WR) e una scelta condizionale al 7º giro del Draft 2023 |
| 13 maggio 2022                      | Jarrett Stidham (QB) e una scelta al 7º giro del Draft 2023 | New England Patriots | Una scelta al 6º giro del Draft 2023                                   |
| 17 agosto 2022                      | Una scelta condizionale al 7º giro del Draft 2024           | Tennessee Titans     | Tyree Gillespie (S)                                                    |
| 22 agosto 2022                      | Una scelta condizionale al 7º giro del Draft 2024           | Minnesota Vikings    | Nick Mullens (QB)                                                      |
| 30 agosto 2022                      | Una scelta condizionale al 7º giro del Draft 2023           | Arizona Cardinals    | Trayvon Mullen (CB)                                                    |
| 21 settembre 2022.                  | Justin Herron (T) e una scelta al 7º giro del Draft 2024    | New England Patriots | Una scelta al 6º giro del Draft 2024                                   |
| 25 ottobre 2022                     | Una scelta al 6º giro del Draft 2023                        | Dallas Cowboys       | Johnathan Hankins (DT) e una scelta al 7º giro del Draft 2024          |

### Principali giocatori svincolati
| Principali giocatori svincolati dai Raiders |                  |       |     |                      |
| Data                                        | Giocatore        | Ruolo | Età | Squadra 2022         |
| 16 marzo 2022                               | Nick Kwiatkoski  | LB    | 28  | Atlanta Falcons      |
| 16 marzo 2022                               | Cory Littleton   | LB    | 28  | Carolina Panthers    |
| 16 marzo 2022                               | Carl Nassib      | DE    | 28  | Tampa Bay Buccaneers |
| 23 agosto 2022                              | Kenyan Drake     | RB    | 28  | Baltimore Ravens     |
| 30 agosto 2022                              | Alex Leatherwood | OT    | 23  | Chicago Bears        |

### Scelte nel Draft 2022
I Raiders hanno compiuto le seguenti scelte nel Draft 2022:
| Scelte dei Raiders nel Draft 2022 |        |                  |       |            |
| Giro                              | Scelta | Giocatore        | Ruolo | College    |
| 3º                                | 90ª    | Dylan Parham     | OG    | Memphis    |
| 4º                                | 122ª   | Zamir White      | RB    | Georgia    |
| 4º                                | 126ª   | Neil Farrell Jr. | DT    | LSU        |
| 5º                                | 175ª   | Matthew Butler   | DT    | Tennessee  |
| 7º                                | 238ª   | Thayer Munford   | OT    | Ohio State |
| 7º                                | 250ª   | Brittain Brown   | RB    | UCLA       |

Alla vigilia del Draft i Raiders avevano le scelte 86ª del 3º giro, la 126ª del 4º giro, la 164ª e la 165ª del 5º giro e la 227ª del 7º giro. Le scelte finali effettivamente spettate sono state il risultato di ulteriori scambi avvenuti durante il Draft.

#### Scambi di scelte Pre-Draft
- Ad agosto 2021 i Raiders hanno ceduto, tra l'altro, la loro scelta del 6º giro, la 199ª, con i Carolina Panthers per acquisire il linebacker Denzel Perryman[54].
- A marzo 2022 i Raiders hanno ceduto le loro scelte del 1º e del 2º giro, rispettivamente la 22ª e la 53ª, ai Green Bay Packers in cambio del wide receiver Davante Adams[55].
- A marzo 2022 i Raiders hanno ottenuto la scelta del 5º giro dei New England Patriots, la 164ª, in cambio dell'offensive tackle Trent Brown[56].

#### Scambi di scelte durante il Draft
- I Raiders hanno scambiato con i Tennessee Titans la loro scelta del 3º giro, la 86ª, con un'altra sempre del 3º giro (la 90ª) più una scelta del 5º giro (la 169ª)[57].
- I Raiders hanno fatto vari scambi con i Minnesota Vikings: prima hanno ottenuto le scelte del 4º e del 7º giro dei Vikings (la 122ª e la 250ª) in cambio delle loro scelte degli stessi giri (la 126ª e la 227ª ), poi i Vikings hanno scambiato la loro scelta del 4º giro, la 126ª, con due scelte del 5º giro dei Raiders, la 165ª e la 169ª[58][59].
- I Raiders hanno scambiato con i L.A. Rams la scelta 164ª del 5º giro con una dello stesso 5º giro, la 175ª, più una del 7º giro, la 238ª[60].

### Undrafted free agents
Il 12 maggio 2022 i Raiders annunciarono di aver contrattualizzato 15 undrafted free agent, ossia giocatori provenineti dal college football non scelti nel draft.
| Undrafted free agent acquisiti dai Raiders |       |                        |
| Giocatore                                  | Ruolo | College                |
| Darien Butler                              | LB    | Arizona State          |
| Qwynnterrio Cole                           | S     | Louisville             |
| Bryce Cosby                                | CB    | Ball State             |
| Cole Fotheringham                          | TE    | Utah                   |
| Chase Garbers                              | QB    | California             |
| Justin Hall                                | WR    | Ball State             |
| Luke Masterson                             | LB    | Wake Forest            |
| Sincere McCormick                          | RB    | UTSA                   |
| Malkelm Morrison                           | CB    | Army                   |
| Bamidele Olaseni                           | OT    | Utah                   |
| Isaiah Pola-Mao                            | S     | USC                    |
| Myron Tagovailoa-Amosa                     | DE    | Notre Dame             |
| Tré Turner                                 | WR    | Virginia Tech          |
| Zach VanValkenburg                         | DE    | Iowa                   |
| Sam Webb                                   | CB    | Missouri Western State |

## Staff
| Staff dei Las Vegas Raiders nel 2022 |
| --- |
| Organi dirigenziali - Proprietario - Mark Davis - Presidente - Sandra Douglass Morgan - Vice presidente senior e capo dello staff – Marcel Reece - General manager – Dave Ziegler - Assistente general manager – Champ Kelly - Direttore dell'amministrazione dello scouting/assistente del general manager – John Barnett - Vice presidente senior/direttore dell'amministrazione del football – Tom Delaney - Assistente del direttore del personale dei giocatori – DuJuan Daniels - Direttore del personale professionistico – Dwayne Joseph - Direttore degli osservatori del college – Brandon Yeargan - Ass. dir. osservatori del college – Teddy Atlas - Vice presidente delle operazioni del football/ assistente del capo allenatore – Tom Jones - Direttore delle operazioni – Peter Caracciolo - Direttore della ricerca del football e strategia – Matt Sheldon - Consulente senior del personale – Shaun Herock - Consulente senior osservatori del college – Andy Dengler Capo allenatore - Josh McDaniels Altri allenatori - Preparatore atletico - AJ Neibel - Assistente p.a. – Deuce Gruden - Assistente p.a. – D'Anthony Batiste - Assistente p.a. – Rick Slate Allenatori dell'attacco - Coordinatore offensivo – Mick Lombardi - Assistente attacco senior – Jerry Schuplinski - Quarterback – Bo Hardegree - Running back – Kennedy Polamalu - Wide receiver – Edgar Bennett - Tight end – Brian Pariani - Offensive line – Carmen Bricillo - Assistente offensive line – Cameron Clemmons - Controllo qualità attacco – Mitch Singler - Assistente attacco - Fred Walker Allenatori della difesa - Coordinatore difensivo – Patrick Graham - Assistente difesa senior – Rob Ryan - Defensive line – Frank Okam - Linebacker – Antonio Pierce - Gioco sui passaggi/secondary – Jason Simmons - Defensive back – Chris Ash - Controllo qualità difesa – Matthew Feeney - Assistente difesa/specialista gioco di corsa - Matt Edwards Allenatori dello special team - Coordinatore special team – Tom McMahon - Assistant special teams – Maurice Drayton |

## Roster
| Roster dei Las Vegas Raiders nel 2022 |
| --- |
| Quarterback - 4 Derek Carr - 15 Chase Garbers QB - 3 Jarrett Stidham Running Back - 22 Ameer Abdullah - 34 Brandon Bolden - 38 Brittain Brown - 28 Josh Jacobs - 45 Jakob Johnson FB - 35 Zamir White Wide Receiver - 17 Davante Adams - 84 Keelan Cole - 10 Mack Hollins - 13 Hunter Renfrow Tight End - 80 Jesper Horsted - 87 Foster Moreau - 83 Darren Waller Offensive Linemen - 64 Alex Bars G - 78 Jackson Barton T - 72 Jermaine Eluemunor G - 65 Hroniss Grasu C - 68 Andre James C - 74 Kolton Miller T - 77 Thayer Munford T - 54 Netane Muti G - 66 Dylan Parham C Defensive Linemen - 97 Andrew Billings DT - 96 Tashawn Bower DE - 94 Matthew Butler DT - 98 Maxx Crosby DE - 92 Neil Farrell Jr. DT - 99 Clelin Ferrell DE - 51 Malcolm Koonce DE - 91 Bilal Nichols DT - 93 Kyle Peko DT - 90 Jerry Tillery DT - 95 Isaac Rochell DE Linebacker - 36 Curtis Bolton OLB - 58 Darien Butler OLB - 56 Harvey Langi LB - 59 Luke Masterson OLB Defensive Back - 41 Matthias Farley S - 37 Tyler Hall CB - 30 Duron Harmon FS - 39 Nate Hobbs CB - 31 Sidney Jones CB - 25 Trevon Moehrig FS - 20 Isaiah Pola-Mao S - 21 Amik Robertson CB - 33 Roderic Teamer FS - 27 Sam Webb CB Special Team - 2 Daniel Carlson K - 6 A.J. Cole P - 47 Trent Sieg LS Lista delle riserve - 29 Anthony Averett CB (IR) - 50 Jayon Brown MLB (IR) - 5 Divine Deablo OLB (IR) - 71 Justin Herron T (IR) - -- Jordan Jenkins DE (IR) - 55 Chandler Jones DE (IR) - 43 Micah Kiser OLB (IR) - -- Sincere McCormick RB (IR) - -- Brandon Parker T (IR) - 52 Denzel Perryman MLB (IR) - 26 Rock Ya-Sin CB (IR) Squadra di allenamento - 46 Isiah Brown CB - 53 Austin Calitro LB - 44 Bryce Cosby CB - 40 Jalen Elliott S - 85 Cole Fotheringham TE - 73 Vitaliy Gurman OL - 70 Sebastian Gutierrez T - 57 Trent Harris DE - 14 Chris Lacy WR - 43 Kana'i Mauga LB - 61 Jordan Meredith G - 23 Nickell Robey-Coleman CB - 16 Dillon Stoner WR (IR) - 69 Myron Tagovailoa-Amosa DE (IR) - 19 D.J. Turner WR - 32 Austin Walter RB - 89 Isaiah Zuber WR 53 attivi, 10 inattivi, 15 nella squadra di allenamento |
| Legenda - I rookie sono in corsivo. - Il primo ruolo è il principale mentre gli eventuali successivi indicano i ruoli secondari. - (IR) sta per Injured Reserve ed indica la lista ristretta per un solo giocatore infortunato che può tornare ad allenarsi dopo la settimana 6 e a rientrare in prima squadra dopo che questa ha giocato 8 partite. - (NF-Inj.) / (NF-Ill.) stanno rispettivamente per Non-Football Injured e Non-Football Illness ed indicano le liste dove viene inserito un giocatore che ha un infortunio o una malattia non dipendente dal football americano. - (PUP) sta per Physically Unable to Perform ed indica la lista dove viene inserito un giocatore mentre è in attesa di recuperare la condizione fisica. Nella stagione regolare dopo la sesta partita giocata dalla propria squadra, il giocatore ha tempo tre settimane per riprendere ad allenarsi, più tre settimane aggiuntive dal suo rientro agli allenamenti per rientrare in prima squadra. |

## Precampionato
Il 28 febbraio 2022 la NFL annunciò che i Raiders avrebbero affrontato i Jacksonville Jaguars il 4 agosto 2022 nella partita del Pro Football Hall of Fame. Per i Raiders furono introdotti nella Hall of Fame due ex giocatori: il wide receiver Cliff Branch, scomparso nel 2019, e il defensive tackle Richard Seymour.
Il 12 maggio 2022 furono annunciati gli altri avversari contro cui i Raiders avrebbero giocato nel precampionato mentre il calendario completo delle partite fu reso noto il 18 maggio 2022.
Per la prima volta nella loro storia i Raiders restarono imbattuti nel precampionato, vincendo tutte le partite e terminando col record di 4-0.
| Precampionato     |                |                      |           |        |                                                   |         |
| Settimana         | Data           | Avversario           | Risultato | Record | Stadio                                            | Sintesi |
| Hall of Fame Game | 4 agosto 2022  | Jacksonville Jaguars | V 27-11   | 1-0    | Tom Benson Hall of Fame Stadium (Canton, in Ohio) | Sintesi |
| 1                 | 14 agosto 2022 | Minnesota Vikings    | V 26-20   | 2-0    | Allegiant Stadium                                 | Sintesi |
| 2                 | 20 agosto 2022 | @ Miami Dolphins     | V 15-13   | 3-0    | Hard Rock Stadium                                 | Sintesi |
| 3                 | 26 agosto 2022 | New England Patriots | V 23-6    | 4-0    | Allegiant Stadium                                 | Sintesi |

## Stagione regolare

### Calendario
Il calendario della stagione regolare 2022 fu reso noto il 12 maggio 2022. Il gruppo degli avversari, stabiliti sulla base delle rotazioni previste dalla NFL per gli accoppiamenti tra le division nonché dai piazzamenti ottenuti nella stagione precedente, fu giudicato come il 7º più duro da affrontare tra tutti quelli della stagione 2022.
| Stagione regolare |                    |                          |                    |                    |                            |                    |
| Settimana         | Data               | Avversario               | Risultato          | Record             | Stadio                     | Sintesi            |
| 1                 | 11 settembre       | @ Los Angeles Chargers   | S 19-24            | 0-1                | SoFi Stadium               | Sintesi            |
| 2                 | 18 settembre       | Arizona Cardinals        | S 23-29 (DTS)      | 0-2                | Allegiant Stadium          | Sintesi            |
| 3                 | 25 settembre       | @ Tennessee Titans       | S 22-24            | 0-3                | Nissan Stadium             | Sintesi            |
| 4                 | 2 ottobre          | Denver Broncos           | V 32-23            | 1-3                | Allegiant Stadium          | Sintesi            |
| 5                 | 10 ottobre         | @ Kansas City Chiefs (M) | S 29-30            | 1-4                | Arrowhead Stadium          | Sintesi            |
| 6                 | Settimana di pausa | Settimana di pausa       | Settimana di pausa | Settimana di pausa | Settimana di pausa         | Settimana di pausa |
| 7                 | 23 ottobre         | Houston Texans           | V 38-20            | 2-4                | Allegiant Stadium          | Sintesi            |
| 8                 | 30 ottobre         | @ New Orleans Saints     | S 0-24             | 2-5                | Caesars Superdome          | Sintesi            |
| 9                 | 6 novembre         | @ Jacksonville Jaguars   | S 20-27            | 2-6                | TIAA Bank Field            | Sintesi            |
| 10                | 13 novembre        | Indianapolis Colts       | S 20-25            | 2-7                | Allegiant Stadium          | Sintesi            |
| 11                | 20 novembre        | @ Denver Broncos         | V 22-16 (DTS)      | 3-7                | Empower Field at Mile High | Sintesi            |
| 12                | 27 novembre        | @ Seattle Seahawks       | V 40-34 (DTS)      | 4-7                | Lumen Field                | Sintesi            |
| 13                | 4 dicembre         | Los Angeles Chargers     | V 27-20            | 5-7                | Allegiant Stadium          | Sintesi            |
| 14                | 8 dicembre         | @ Los Angeles Rams (T)   | S 16-17            | 5-8                | SoFi Stadium               | Sintesi            |
| 15                | 18 dicembre 2022   | New England Patriots     | V 30-24            | 6-8                | Allegiant Stadium          | Sintesi            |
| 16                | 24 dicembre        | @ Pittsburgh Steelers    | S 10-13            | 6-9                | Acrisure Stadium           | Sintesi            |
| 17                | 1º gennaio         | San Francisco 49ers      | S 34-37 (DTS)      | 6-10               | Allegiant Stadium          | Sintesi            |
| 18                | 7 gennaio          | Kansas City Chiefs       | S 16-31            | 6-11               | Allegiant Stadium          | Sintesi            |

Note:
- Gli avversari della propria division sono in grassetto.
- Il simbolo "@" indica una partita giocata in trasferta.
- (M) indica il Monday Night Football, (T) il Thursday Night Football e (S) il Sunday Night Football.

### Riassunti delle partite

#### Settimana 1: @ Los Angeles Chargers
| Arbitro: | Shawn Smith |

| |            | |
| D. Carlson 2':29" Q1 (FG) 23 yd B. Bolden 12':39" Q3 (TD) ricezione da 18 yd D. Carlson 12':39" Q3 (pat) D. Carlson 1':3" Q3 (FG) 55 yd D. Adams 4':32" Q4 (TD) ricezione da 3 yd | Marcatori  | D. Hopkins 9':3" Q1 (FG) 43 yd Z. Horvath 9':34" Q2 (TD) ricezione da 1 yd D. Hopkins 9':34" Q2 (pat) D. Carter 0':35" Q2 (TD) ricezione da 23yd D. Hopkins 9':34" Q2 (pat) G. Everett 6':42" Q3 (TD) ricezione da 18 yd D. Hopkins 6':42" Q3 (pat) |
| Josh McDaniels | Allenatori | Brandon Staley |

La stagione dei Raiders iniziò contro gli stessi avversari, rivali di divisione, a cui avevano strappato l'anno precedente la partecipazione ai playoff, vincendo in casa ai tempi supplementari l'ultima gara della stagione regolare 2021. Per il secondo anno di fila i Raiders uscirono sconfitti dalla stadio californiano.

#### Settimana 2: vs Arizona Cardinals
| Arbitro: | Clete Blakeman |

| |            | |
| G. Dortch 6':3" Q3 (TD) ricezione da 5 yd M. Prater 6':3" Q3 (pat) D. Williams 8':13" Q4 (TD) ricezione da 1 yd K. Murray 6':3" Q4 (tpc) K. Murray 0':0" Q4 (TD) corsa da 3 yd B. Murphy 4':5" OT1 (TD) corsa da 3 yd | Marcatori  | D. Adams 5':22" Q1 (TD) ricezione da 1 yd D. Carlson 5':22" Q1 (pat) D. Carlson 11':40" Q2 (FG) 32 yard D. Waller 7':0" Q2 (TD) ricezione da 3 yd D. Carlson 7':0" Q2 (pat) D. Carlson 0':0" Q2 (FG) 55 yard D. Carlson 1':38" Q3 (FG) 25 yard |
| Kliff Kingsbury | Allenatori | Josh McDaniels |

Fu la prima sconfitta dal 2018 nella gara inaugurale casalinga della stagione, quando i Raiders giocavano ancora ad Oakland. Prima di questa partita, 39 volte i Raiders si erano trovati in vantaggio di 20 o più punti all'intervallo e avevano poi sempre vinto la gara. Il punteggio di 20-0 con cui i Raiders hanno chiuso la prima parte di gara è stato il massimo vantaggio sprecato nella storia della franchigia.

#### Settimana 3: @ Tennessee Titans
| Arbitro: | Brad Rogers |

| |            | |
| D. Carlson 2':19" Q1 (FG) 21 yd D. Adams 9':44" Q2 (TD) ricezione da 5 yd D. Carlson 9':44" Q2 (pat) D. Carlson 6':57" Q3 (FG) 32 yd D. Carlson 3':29" Q4 (FG) 35 yd M. Hollins 1':14" Q4 (TD) ricezione da 9 yd | Marcatori  | G. Swaim 7':22" Q1 (TD) ricezione da 2 yd R. Bullock 7':22" Q1 (pat) D. Henry 14':25" Q2 (TD) corsa da 1 yd R. Bullock 14':25" Q2 (pat) R. Tannehill 4':55" Q2 (TD) corsa da 1 yd R. Bullock 4':55" Q2 (pat) R. Bullock 0':0" Q2 (FG) 48 yd |
| Josh McDaniels | Allenatori | Mike Vrabel |

Fu la terza sconfitta di fila nella prime tre giornate della stagione regolare, come accaduto l'ultima volta nella stagione 2018 in cui i Raiders, allora ad Oakland, chiusero con un record negativo di 4-12, piazzandosi ultimi nella AFC West.

#### Settimana 4: vs Denver Broncos
| Arbitro: | Land Clark |

| |            | |
| C. Sutton 2':45" Q1 (TD) ricezione da 5 yd B. McManus 2':45" Q1 (pat) B. McManus 8':3" Q2 (FG) 28 yd J. Jeudy 1':24" Q2 (TD) ricezione da 20 yd R. Wilson 7':16" Q4 (TD) corsa da 3 yd B. McManus 7':16" Q4 (pat) | Marcatori  | D. Carlson 9':52" Q1 (FG) 26 yd J. Jacobs 11':46" Q2 (TD) corsa da 5 yd D. Carslon 11':46" Q2 (pat) A. Robertson 3':15" Q2 (TD) fumble ritornato da 68 yd D. Carslon 0':0" Q2 (FG) 39 yd D. Carslon 2':27" Q3 (FG) 22 yd D. Carslon 9':50" Q4 (FG) 30 yd J. Jacobs 2':2" Q4 (TD) corsa da 7 yd D. Carslon 2':2" Q4 (pat) |
| Nathaniel Hackett | Allenatori | Josh McDaniels |

Prima vittoria stagionale dei Raiders con in evidenza il running back Josh Jacobs, che con 144 yard corse fissò il record personale in una partita, segnando anche due touchdown, il cornerback Amik Robertson che ritornando un fumble per 68 yard segnò il primo touchdown di un giocatore della difesa o degli special team dei Raiders dalla stagione 2019, e il kicker Daniel Carlson che segnò quattro field goal. Fu inoltre la prima vittoria per Josh McDaniels come capo-allenatore dal 2010, quando fu licenziato a metà stagione proprio dai Broncos.

#### Settimana 5: @ Kansas City Chiefs
| Arbitro: | Carl Cheffers |

| |            | |
| D. Adams 8':27" Q1 (TD) ricezione da 58 yd D. Carlson 8':27" Q1 (pat) J. Jacobs 14':0" Q2 (TD) corsa da 1 yd D. Carlson 14':0" Q2 (pat) D. Carlson 0':17" Q2 (FG) 50 yd D. Carlson 14':5" Q4 (FG) 47 yd D. Adams 4':27" Q4 (TD) ricezione da 48 yd | Marcatori  | T. Kelce 4':40" Q2 (TD) ricezione da 1 yd M. Wright 4':40" Q2 (pat) M. Wright 0':0" Q2 (FG) 59 yd T. Kelce 9':25" Q3 (TD) ricezione da 4 yd M. Wright 9':25" Q3 (pat) T. Kelce 3':20" Q3 (TD) ricezione da 8 yd M. Wright 3':20" Q3 (pat) T. Kelce 7':25" Q4 (TD) ricezione da 1 yd |
| Josh McDaniels | Allenatori | Andy Reid |

Partita del Monday Night Football che vide la quarta sconfitta stagionale dei Raiders che dopo essersi portati avanti di 17 punti si fecero rimontare dai Chiefs, con in evidenza il tight end Travis Kelce autore di quattro touchdown. I Raiders, dopo aver segnato il touchdown del 29 a 30 a 4 minuti e 27 dal termine, invece di calciare l'extra point per pareggiare il risultato, tentarono la conversione da due punti per portarsi così in vantaggio ma la fallirono. Fu la quarta sconfitta di fila subita contro la squadra di Kansas City.

#### Settimana 7: vs Houston Texans
| Arbitro: | John Hussey |

| |            | |
| C. Moore 10':17" Q2 (TD) ricezione da 13 yd K. Fairbairn 10':17" Q2 (pat) K. Fairbairn 4':57" Q2 (FG) 55 yd K. Fairbairn 10':59" Q3 (FG) 35 yd P. Dorsett 3':14" Q3 (TD) ricezione da 25 yd K. Fairbairn 3':14" Q3 (pat) | Marcatori  | D. Carlson 9':54" Q1 (FG) 50 yd M. Hollins 0':25" Q2 (TD) ricezione da 26 yd D. Carlson 0':25" Q2 (pat) J. Jacobs 5':48" Q3 (TD) corsa da 4 yd D. Carlson 5':48" Q3 (pat) J. Jacobs 13':32" Q4 (TD) corsa da 7 yd D. Carlson 13':32" Q4 (pat) J. Jacobs 7':6" Q4 (TD) corsa da 15 yd D. Carlson 7':6" Q4 (pat) D. Harmon 3':26" Q4 (TD) intercetto ritornato da 73 yd D. Carlson 3':26" Q4 (pat) |
| Lovie Smith | Allenatori | Josh McDaniels |

Seconda vittoria stagionale dei Raiders con in evidenza il running back Josh Jacobs autore di tre touchdown con 143 yard corse e la safety Duron Harmon che chiuse la partita con un intercetto ritornato in meta di 73 yard: l'ultimo pick-six dei Raiders risaliva alla stagione 2019.

#### Settimana 8: @ New Orleans Saints
| Arbitro: | Scott Novak |

|                |            | |
|                | Marcatori  | A. Kamara 1':32" Q1 (TD) corsa da 3 yd W. Kutz 1':32" Q1 (pat) W. Kutz 12':43" Q2 (FG) 37 yd A. Kamara 7':15" Q2 (TD) ricezione da 16 yd W. Kutz 7':15" Q2 (pat) A. Kamara 11':3" Q3 (TD) ricezione da 36 yd W. Kutz 11':3" Q3 (pat) |
| Josh McDaniels | Allenatori | Dennis Allen |

Fu la prima partita in cui i Raiders non segnarono neanche un punto dalla settimana 12 della stagione 2014 quando furono sconfitti dai St. Louis Rams per 52-0. Fu la 15ª partita complessiva contro i Saints che portò la serie tra le due squadre in parità (7 vittorie, 7 sconfitte e 1 pareggio).

#### Settimana 9: @ Jacksonville Jaguars
| Arbitro: | Bill Vinovich |

| |            | |
| D. Adams 4':45" Q1 (TD) ricezione da 25 yd D. Carlson 4':45" Q1 (pat) D. Carlson 14':8" Q2 (FG) 38 yd D. Adams 10':51" Q2 (TD) ricezione da 38 yd D. Carlson 10':51" Q2 (pat) | Marcatori  | T. Etienne 4':50" Q2 (TD) corsa da 1 yd R. Patterson 4':50" Q2 (pat) R. Patterson 0':0" Q2 (FG) 44 yd C. Kirk 10':15" Q3 (TD) ricezione da 7 yd R. Patterson 10':15" Q3 (pat) T. Etienne 14':56" Q4 (TD) corsa da 5 yd R. Patterson 14':56" Q4 (pat) R. Patterson 1':3" Q4 (FG) 48 yd |
| Josh McDaniels | Allenatori | Doug Pederson |

Fu la terza partita in stagione in cui i Raiders dopo essersi portati in vantaggio di 17 o più punti si fecero recuperare dagli avversari, finendo col perdere la gara. In tutte le precedenti 62 stagioni disputate dalla franchigia (dal 1960 al 2021) questo era accaduto complessivamente solo cinque volte. Con il record di 2-6 i Raiders divennero la terza peggiore squadra di tutta la lega e videro le probabilità di raggiungere i playoff stimate al 4%.

#### Settimana 10: vs Indianapolis Colts
| Arbitro: | Tra Blake |

| |            | |
| M. Ryan 3':17" Q1 (TD) corsa da 1 yd C. McLaughlin 3':17" Q1 (pat) C. McLaughlin 12':38" Q2 (FG) 48 yd C. McLaughlin 0':0" Q2 (FG) 48 yd J. Taylor 1':1" Q3 (TD) corsa da 66 yd P. Campbell 5':7" Q4 (TD) ricezione da 35 yd | Marcatori  | F. Moreau 0':58" Q1 (TD) ricezione da 4 yd D. Carlson 0':58" Q1 (pat) J. Jacobs 1':51" Q3 (TD) corsa da 1 yd D. Carlson 1':51" Q3 (pat) D. Adams 11':36" Q4 (TD) ricezione da 48 yd |
| Jeff Saturday | Allenatori | Josh McDaniels |

Fu la terza sconfitta di fila dei Raiders e la seconda casalinga in stagione. La sconfitta fu ancora più cocente perché maturata contro una squadra che era stata appena affidata ad un nuovo capo allenatore, Jeff Saturday, alla sua prima apparizione in una gara della NFL. Fu inoltre la terza partita persa di fila in casa contro i Colts, con l'ultima vittoria dei Raiders risalente alla stagione 2016. I Raiders, con un record di 2-7 e ancora 8 partite da disputare, persero la possibilità di migliorare il loro record della stagione precedente (10-7).

#### Settimana 11: @ Denver Broncos
| Arbitro: | Shawn Smith |

| |            | |
| L. Murray 6':22" Q1 (TD) corsa da 1 yd B. McManus 6':22" Q1 (pat) B. McManus 9':19" Q2 (FG) 48 yd B. McManus 14':56" Q4 (FG) 52 yd B. McManus 3':30" Q4 (FG) 48 yd | Marcatori  | D. Adams 5':36" Q2 (TD) ricezione da 31 yd D. Carlson 5':36" Q2 (pat) D. Carlson 10':37" Q3 (FG) 52 yd D. Carlson 7':6" Q4 (FG) 57 yd D. Carlson 0':16" Q4 (FG) 25 yd D. Adams 8':24" OT1 (TD) ricezione da 35 yd |
| Josh McDaniels | Allenatori | Nathaniel Hackett |

Fu la prima vittoria fuori casa della stagione per i Raiders che pareggiarono il risultato con un field goal negli ultimi secondi del tempo regolamentare e poi andarono a vincere nei tempi supplementari con un touchdown su ricezione da 35 yard. I Raiders allungarono a sei la striscia di vittorie consecutive sui Broncos, con l'ultima sconfitta risalente alla stagione 2019.

#### Settimana 12: @ Seattle Seahawks
| Arbitro: | Brad Allen |

| |            | |
| A. Abdullah 9':24" Q1 (TD) ricezione da 18 yd D. Carslon 9':24" Q1 (pat) M. Hollins 10':2" Q2 (TD) ricezione da 36 yd D. Carlson 10':2" Q2 (pat) J. Jacobs 8':29" Q2 (TD) corsa da 30 yd D. Carlson 8':29" Q2 (pat) D. Carlson 0':10" Q2 (FG) 36 yd D. Carlson 5':3" Q3 (FG) 25 yd F. Moraeu 1':54" Q4 (TD) ricezione da 5 yd D. Carlson 1':54" Q4 (pat) J. Jacobs 4':20" OT1 (TD) corsa da 86 yd | Marcatori  | K. Walker 14':32" Q1 (TD) corsa da 12 yd J. Myers 14':32" Q1 (pat) J. Myers 4':23" Q1 (FG) 24 td J. Myers 13':34" Q2 (FG) 34 td T. Lockett 5':21" Q2 (TD) ricezione da 35 yd J. Myers 5':21" Q2 (pat) K. Walker 11':46" Q3 (TD) corsa da 14 yd J. Myers 11':46" Q3 (pat) T. Homer 5':37" Q4 (TD) ricezione da 18 yd J. Myers 5':37" Q4 (pat) |
| Josh McDaniels | Allenatori | Pete Carroll |

Con questa vittoria i Raiders, per la prima volta in stagione, vinsero due partite di fila, per altro entrambe ottenute in trasferta ed ai tempi supplementari. La vittoria in casa dei Seahawks mancava ai Raiders da 24 anni, ossia dalla stagione 1998, a cui erano seguite cinque sconfitte consecutive a Seattle.

#### Settimana 13: vs Los Angeles Chargers
| Arbitro: | Craig Wrolstad |

| |            | |
| B. Callahan 5':7" Q1 (TD) intercetto ritornato da 26 yd C. Dicker 5':7" Q1 (pat) C. Dicker 11':37" Q2 (FG) 37 yd C. Dicker 0':27" Q2 (FG) 34 yd K. Allen 8':34" Q4 (TD) ricezione da 35 yd C. Dicker 8':34" Q4 (pat) | Marcatori  | J. Jacobs 7':52" Q2 (TD) corsa da 20 yd D. Carlson 7':52" Q2 (pat) D. Carlson 2':17" Q2 (FG) 55 yd D. Adams 14':28" Q3 (TD) ricezione da 31 yd D. Carlson 14':28" Q3 (pat) D. Adams 10':53" Q3 (TD) ricezione da 45 yd D. Carlson 10':53" Q3 (pat) D. Carlson 14':49" Q4 (FG) 25 yd |
| Brandon Staley | Allenatori | Josh McDaniels |

Fu la terza vittoria di fila per i Raiders, ottenuta recuperando dallo svantaggio di 10 a 0 accumulato nel primo quarto di gioco, ribaltato poi nel terzo quarto con due touchdown e mantenendo il vantaggio nell'ultimo quarto di gioco grazie ad un'ottima prestazione difensiva. Raggiunto il record di 5-7 e con al momento l'ultima squadra della AFC rientrante nei playoff (i New York Jets) con un record di 7-5, i Raiders riaccesero la speranza, seppur tenue, di poter ancora conquistare la qualificazione ai playoff.

#### Settimana 14: @ Los Angeles Rams
| Arbitro: | Brad Rogers |

| |            | |
| J. Jacobs 9':13" Q1 (TD) corsa da 1 yd D. Carlson 9':13" Q1 (pat) D. Carlson 2':22" Q1 (FG) 52 yd D. Carlson 9':40" Q2 (FG) 31 yd D. Carlson 12':20" Q4 (FG) 36 yd | Marcatori  | M. Gay 0':6" Q1 (FG) 55 yd C. Akers 3':19" Q4 (TD) corsa da 1 yd M. Gay 3':19" Q4 (pat) V. Jefferson 0':10" Q4 (TD) ricezione da 23 yd M. Gay 0':10" Q4 (pat) |
| Josh McDaniels | Allenatori | Sean McVay |

Fu l'ottava sconfitta stagionale per i Raiders che, ancora una volta, dopo essersi portati avanti di 13 punti, si fecero riprendere e superare nella parte finale dell'ultimo quarto di gioco, subendo due touchdown di fila negli ultimi quattro minuti di gara. Nella storia NFL solo altre tre squadre erano riuscite a sprecare tale vantaggio per quattro volte in una stagione. Inoltre i Raiders per la quarta volta in stagione uscirono sconfitti dopo aver accumulato un vantaggio in doppia cifra alla fine del primo tempo, record per una franchigia NFL dal 1930. Si allungò a tre la striscia di sconfitte consecutive dei Raiders contro i Rams con l'ultima vittoria risalente alla stagione 2010.

#### Settimana 15: vs New England Patriots
| Arbitro: | Ronald Torbert |

| |            | |
| N. Folk 11':51" Q2 (FG) 24 yd K. Dugger 12':7" Q3 (TD) intercetto ritornato da 16 yd N. Folk 12':7" Q3 (pat) N. Folk 1':21" Q3 (FG) 47 yd N. Folk 12':52" Q4 (FG) 54 yd R. Stevenson 3':43" Q4 (TD) corsa da 34 yd J. Meyers 3':43" Q4 (tpc) | Marcatori  | D. Carlson 8':26" Q1 (FG) 49 yd D. Waller 5':18" Q2 (TD) ricezione da 25 yd D. Carlson 5':18" Q2 (pat) M. Hollins 0':4" Q2 (TD) ricezione da 5 yd D. Carlson 0':4" Q2 (pat) K. Cole 0':32" Q4 (TD) ricezione da 30 yd D. Carlson 0':32" Q4 (pat) C. Jones 0':0" Q4 (TD) fumble ritornato da 48 yd |
| Bill Belichick | Allenatori | Josh McDaniels |

La partita fu decisa in maniera rocambolesca nell'azione finale dopo che i Raiders, avanti di 14 punti a metà gara si erano fatti riprendere e superare, per l'ennesima volta in stagione, ma erano poi riusciti a portarsi sul punteggio di parità 24-24 a 30 secondi dalla fine del tempo regolamentare. Nell'ultima azione di gara i Patriots, con soli 3 secondi restanti, provarono a giocarsi il tutto per tutto per evitare i tempi supplementari: partiti dalla linea delle loro 44 yard affidarono la palla al running back Rhamondre Stevenson che guadagnó 23 yard arrivando fino alle 32 yard dei Raiders quindi, ormai chiuso dai difensori schierati in profondità per impedire la segnatura, per provare a continuare l'azione fece un passaggio laterale a Jakobi Meyers che, anch'esso chiuso, indietreggiò fino alle 40 yard e fece un altro passaggio laterale verso il centro del campo per il quarterback Mac Jones, ultimo uomo dello schieramento dei Patriots. Vicino al quarterback però era rimasto posizionato il difensore dei Raiders Chandler Jones che prese al volo la palla (tecnicamente recuperò un fumble), spinse a terra con un braccio Mac Jones (classico placcaggio detto stiff-arm) che stava provando a contrastarlo, e con una corsa di 48 yard andò a segnare il touchdown della vittoria proprio allo scadere del tempo.
Vari commentatori sportivi, come da tradizione, affibbiarono a quest'azione, così particolare e al contempo decisiva della partita, diversi soprannomi per indicarla: Lunatic Lateral  (Il pazzo passaggio laterale), Vagary in Vegas (La stranezza a Las Vegas), Col-lateral Damage (Danno col-laterale),  Hanukkah Miracle (Il miracolo di Hanukkah), Loopy Lateral (Lo strambo passaggio laterale) e Sin City Miracle (Il miracolo della città del peccato).
I Raiders non vincevano sui Patriots dal 2002 e con questa vittoria interruppero una striscia di sei sconfitte consecutive.

#### Settimana 16: @ Pittsburgh Steelers
| Arbitro: | Tra Blake |

| |            | |
| H. Renfrow 6':38" Q1 (TD) ricezione da 14 yd D. Carlson 6':38" Q1 (pat) D. Carlson 0':5" Q2 (FG) 40 yd | Marcatori  | C. Boswell 1':49" Q2 (FG) 44 yd C. Boswell 9':47" Q4 (FG) 40 yd G. Pickens 0':46" Q4 (TD) ricezione da 14 yd C. Boswell 0':46" Q4 (pat) |
| Josh McDaniels                                                                                         | Allenatori | Mike Tomlin |

La partita si giocò a 50 anni e 1 giorno da quella dell'Immaculate Reception tra Raiders e Steelers del 23 dicembre 1972 e per l'occasione gli Steelers indossarono una maglia commemorativa e per il campo furono usati gli stessi disegni e colori di quell'anno. Fu l'ottava sconfitta in stagione per i Raiders subita con una sola segnatura di distacco. La possibilità di arrivare ai playoff era ormai quasi nulla, avendo ben cinque squadre davanti e con solo due gare al termine della stagione regolare, per altro contro due delle squadre più in forma del campionato.

#### Settimana 17: vs San Francisco 49ers
| Arbitro: | Clay Martin |

| |            | |
| B. Aiyuk 7':6" Q1 (TD) ricezione da 2 yd R. Gould 7':6" Q1 (pat) G. Kittle 9':38" Q2 (TD) ricezione da 2 yd R. Gould 9':38" Q2 (pat) C. McCaffrey 5':22" Q3 (TD) corsa da 14 yd R. Gould 5':22" Q3 (pat) R. Gould 12':34" Q4 (FG) 43 yd R. Gould 6':44" Q4 (FG) 24 yd J. Mason 2':17" Q4 (TD) corsa da 14 yd R. Gould 2':17" Q4 (pat) R. Gould 6':53" OT1 (FG) 23 yd | Marcatori  | D. Waller 11':40" Q1 (TD) ricezione da 24 yd D. Carlson 11':40" Q1 (pat) D. Carlson 1':45" Q1 (FG) 20 yd D. Adams 0':10" Q2 (TD) ricezione da 4 yd D. Carlson 0':10" Q2 (pat) D. Adams 10':22" Q3 (TD) ricezione da 60 yd D. Carlson 10':22" Q3 (pat) D. Carlson 4':8" Q4 (FG) 57 yd J. Jacobs 1':11" Q4 (TD) corsa da 1 yd D. Carlson 1':11" Q4 (pat) |
| Kyle Shanahan | Allenatori | Josh McDaniels |

Prima partita da titolare in carriera per il quarterback Jarrett Stidham con i Raiders che, viste le prestazioni delle ultime gare, accontonarono per la prima volta in 9 anni Derek Carr. Fu la decima sconfitta stagionale per la squadra di Las Vegas che ne decretò l'esclusione dai play-off,  anche se si confrontò alla pari contro una delle formazioni più forti della lega cedendo solo ai tempi supplementari quando Stidham lanciò un intercetto che permise poi a San Francisco di calciare il field goal della vittoria. In evidenza le prestazioni di Stidham, che con 365 yard lanciate fissò il record per un quarterback alla sua prima da titolare con i Raiders, e Davante Adams che fissò quello per il maggior numero di yard ricevute in una stagione con la franchigia nero-argento.

#### Settimana 18: vs Kansas City Chiefs
| Arbitro: | Scott Novak |

| |            | |
| K. McKinnon 12':52" Q1 (TD) ricezione da 2 yd H. Butker 12':52" Q1 (pat) R. Jones 14':56" Q2 (TD) corsa da 2 yd H. Butker 14':56" Q2 (pat) K. Toney 0':49" Q2 (TD) corsa da 11 yd H. Butker 0':49" Q2 (pat) H. Butker 0':0" Q2 (FG) 44 yd I. Pacheco 11':3" Q4 (TD) corsa da 1 yd H. Butker 11':3" Q4 (pat) | Marcatori  | D. Carlson 7': 15" Q1 (FG) 54 yd D. Carlson 6': 55" Q3 (FG) 38 yd H. Renfrow 6':37" Q4 (TD) ricezione da 11 yd D. Carlson 6':37" Q4 (pat) |
| Andy Reid | Allenatori | Josh McDaniels |

## Classifiche

### Division
| AFC West                 |    |    |   |     |     |     |
| Squadra                  | V  | S  | P | PCT | PF  | PS  |
| (1) Kansas City Chiefs   | 14 | 3  | 0 | 824 | 496 | 369 |
| (5) Los Angeles Chargers | 10 | 7  | 0 | 588 | 388 | 384 |
| Las Vegas Raiders        | 6  | 11 | 0 | 353 | 395 | 418 |
| Denver Broncos           | 5  | 12 | 0 | 294 | 287 | 359 |

In verde le squadre qualificate ai play-off con il relativo seed.

## Premi

### Pro Bowl
I Raiders ebbero inizialmente tre giocatori selezionati per il Pro Bowl:
- WR Davante Adams (sesta convocazione)
- DE Maxx Crosby (seconda convocazione)
- RB Josh Jacobs (seconda convocazione)

In seguito furono selezionati anche:
- QB Derek Carr (quarta convocazione, in sostituzione dell'infortunato Joe Burrow)[100]
- P A.J. Cole (seconda convocazione, in sostituzione di Tommy Townsend impegnato nel Super Bowl)[101]

### All-Pro
L'Associated Press inserì tre giocatori dei Raiders nelle sue formazioni ideali stagionali All-Pro per il 2022:
- WR Davante Adams (First-team)
- RB Josh Jacobs (First-team)
- K Daniel Carlson (First-team)

### Premi settimanali e mensili
- Josh Jacobs:

giocatore offensivo della AFC della settimana 12
running back della settimana 12
running back della settimana 13
- Chandler Jones:

difensore della AFC della settimana 13

## Leader della squadra
| Categoria              | Giocatore                                   | N.          |
| ---------------------- | ------------------------------------------- | ----------- |
| Yard passate           | Derek Carr                                  | 3.522 yard  |
| Touchdown passati      | Derek Carr                                  | 24          |
| Yard corse             | Josh Jacobs                                 | 1.653 yard† |
| Touchdown su corsa     | Josh Jacobs                                 | 12          |
| Ricezioni              | Davante Adams                               | 100         |
| Yard ricevute          | Davante Adams                               | 1.516 yard† |
| Touchdown su ricezione | Davante Adams                               | 14†         |
| Tackle totali          | Maxx Crosby                                 | 88          |
| Sack                   | Maxx Crosby                                 | 12,5        |
| Intercetti             | Denzel Perryman Amik Robertson Duron Harmon | 2           |
| Punti segnati          | Daniel Carlson                              | 137 punti   |

Fonte: Pro Football Reference
† Leader della NFL
† Nuovo record di franchigia